# Østerbro
Østerbro is een deel van de Deense hoofdstad Kopenhagen. Het is een van de zogenaamde brokvarterer. 
Vanaf het allereerste begin was Østerbro een welvarend district. Het is nog steeds een van de rijkste gebieden van de stad.
Østerbro is opgedeeld in twee delen: Indre Østerbro (Østerbro-Binnen) en Ydre Østerbro (Østerbro-Buiten). De wijk grenst aan Nørrebro, Bispebjerg, Gentofte en het centrum van Kopenhagen. Het ligt bovendien aan de kust van de Svanemøllebaai (Svanemøllebugten).
Dwars door de wijk loopt de verkeersader Østerbrogade naar het noorden. In de wijk is onder andere het nationaal voetbalstadion en thuishaven van voetbalclub FC København, Parken, het ziekenhuis Rigshospitalet en het park Fælledparken te vinden.
Het belangrijkste station in het stadsdeel is Station Østerport.
Amager Øst · Amager Vest · Bispebjerg · Brønshøj-Husum · Indre By · Nørrebro · Valby · Vanløse · Østerbro · Vesterbro/Kongens Enghave